# Dewan Rakyat
Dewan Rakyat (malaiisch „Halle des Volkes“, oft als Abgeordnetenhaus bezeichnet) ist das Unterhaus des Parlaments von Malaysia und entstand 1959. Zusammen mit dem Dewan Negara (Halle der Nation, Senat) bildet es die Legislative. Das Parlament hat das Westminster-System zum Vorbild. Sitz beider Kammern ist das Parlamentsgebäude in Kuala Lumpur.

## Wahlen
Die 222 Abgeordneten des Dewan Rakyat werden alle fünf Jahre in Einpersonenwahlkreisen in einfacher Mehrheitswahl direkt gewählt. Das aktive Wahlrecht besitzen alle malayischen Bürger über 21 Jahren mit Wohnsitz im Land, die nicht geisteskrank oder zu einer Haftstrafe von über einem Jahr oder zum Tode verurteilt sind. Für das passive Wahlrecht gelten dieselben Einschränkungen, wobei auch eine Verurteilung zu einer Geldstrafe von über 2000 Ringgit von der Wahl ausschließt.

## Stellung
In der Gesetzgebung kann das Dewan Rakyat den Dewan Negara nicht überstimmen; allerdings haben ablehnende Voten des Dewan Negara gegen ein Gesetz im Konfliktfall nur eine aufschiebende Wirkung von einem Jahr. Gesetzentwürfe gehen in der Regel vom Dewan Rakyat aus. Die meisten Verfassungsänderungen bedürfen lediglich einer Zweidrittelmehrheit im Dewan Rakyat, einige brauchen zusätzlich die Zustimmung des Dewan Negara, der Herrscherversammlung (Majlis Raja-Raja) oder der Gouverneure der ostmalaysischen Bundesstaaten.
Der Premierminister kommt ebenso wie die meisten Minister in der Regel aus dem Dewan Rakyat. Er verliert sein Amt durch eine Niederlage bei einer Vertrauens- oder Haushaltsabstimmung im Dewan Rakyat.
Die letzten Wahlen im Mai 2018 führten erstmals in der Geschichte des Landes zu einem Machtwechsel: Das Parteienbündnis Barisan Nasional (Nationale Front) verlor die Mehrheit an Pakatan Harapan, eine Koalition mehrerer oppositioneller Parteien. Es gab noch einen zweiten Machtwechsel in dieser Legislaturperiode. Ende Februar 2020 hat Pakatan ihre Mehrheit verloren, damit begann die Regierungskrise 2020–21. Zusammen mit Barisan Nasional und mehreren konservativen und regionalen Parteien bauten ausgetretene Pakatan-Abgeordnete eine neue Koalition, die später Perikatan Nasional (Nationale Bündnis) genannt wurde.